# Sminet
SmiNet är en svensk databas över fall av vissa smittsamma sjukdomar. SmiNet drivs av Folkhälsomyndigheten och de sjukdomar som registreras i databasen är anmälningspliktiga sjukdomar enligt Smittskyddslagen. SmiNet är namngiven efter Smittskyddsinstitutet (SMI) som var en föregångare till Folkhälsomyndigheten.

## Historik och versioner
Den första versionen av SmiNet, kallad SmiNet-1, började användas 1997. SmiNet-1 byggde på Lotus Notes. Efter en teknisk uppdatering 2001 inleddes utvecklingen av en helt nytt system.
SmiNet-2 började användas i september 2004 och användes parallellt med SmiNet-1 till 2006. SmiNet-2 byggdes upp med 22 servrar, en central server vid SMI och 21 lokala servar i respektive landsting. SmiNet-2 skrevs i Java 2 Standard Edition och använde MySQL för lokala databaser och Microsoft Server 2000 för den centrala databasen.
SmiNet-3 planeras driftsättas i oktober 2021.
[uppföljning saknas]